# Polderafdeling Middengeest

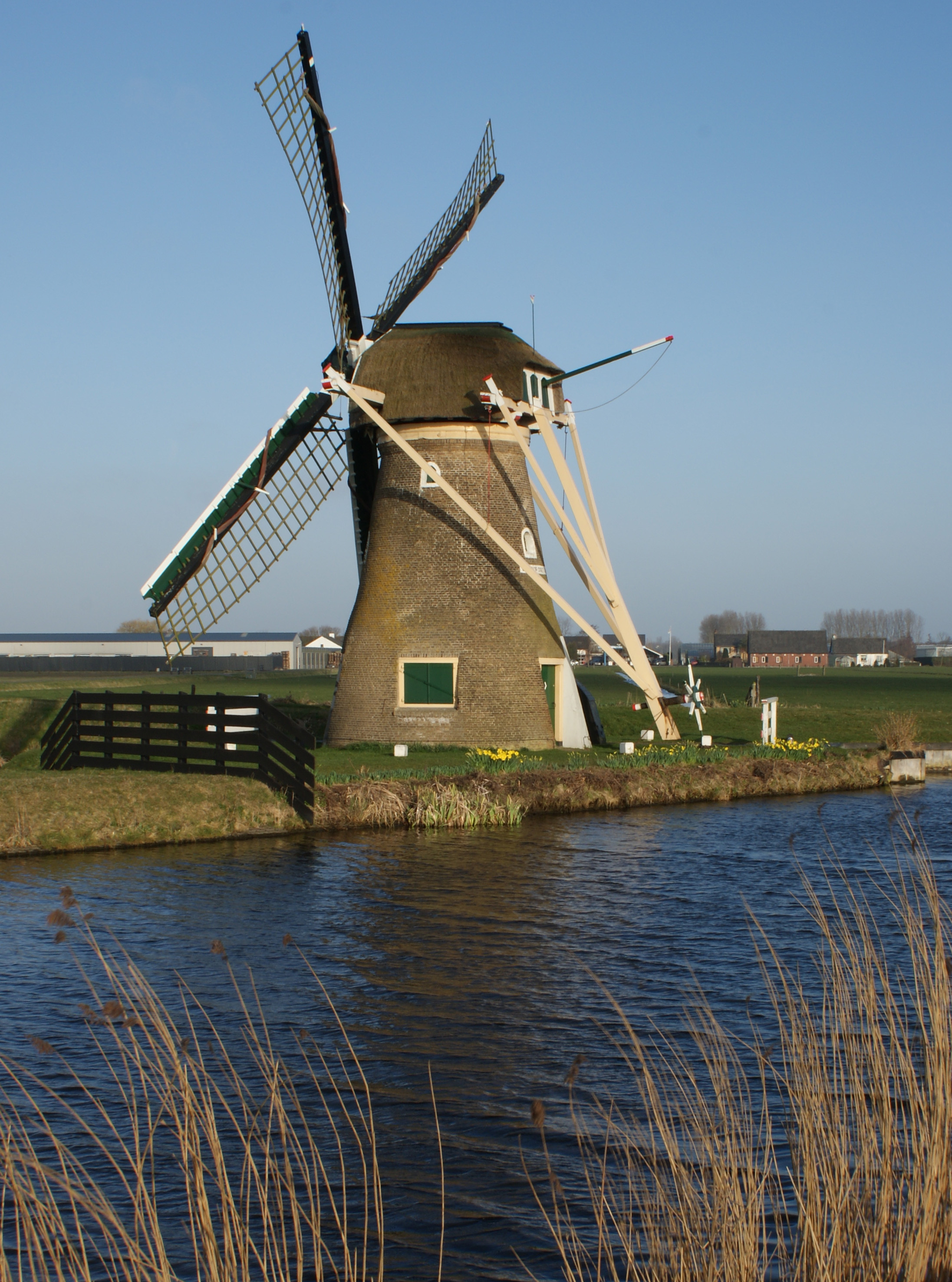
Molen "Hoop doet Leven" bemaalde vroeger de polder Kamphuizen in Rijnsburg en nu sinds 1999 de polder Elsgeest in Voorhout.

De Polderafdeling Middengeest was een onderdeel van het Hoogheemraadschap van Rijnland dat in 1979 in de plaats kwam van de volgende 25 inliggende waterschappen van Rijnland, in de Bollenstreek van Zuid-Holland:
- Beekpolder
- Polder Berg en Daal
- Polder Boekhorst
- Polder De Bonte Kriel
- Elsbroekerpolder
- Polder Elsgeest
- Hogeveense Polder
- Polder Hoogeweg
- Polder Kamphuizen
- Klinkenbergerpolder
- Lageveense Polder
- Luizenmarktpolder
- Meer- en Duinpolder
- Polder Morsebel
- Mottigerpolder
- Noordzijderpolder (Noordwijk)
- Oosteinderpolder
- Overveerpolder
- Roodemolenpolder
- Voorhofpolder
- Vosse- en Weerlanerpolder
- Warmonderdam- en Alkemaderpolder
- Zemelpolder
- Zilkerpolder
- Zwetterpolder

Deze polders liggen in de gemeenten Hillegom, Katwijk (Rijnsburg), Lisse, Noordwijk, Noordwijkerhout, Oegstgeest en Teylingen (Sassenheim, Voorhout en Warmond) in het uiterste noorden van de provincie Zuid-Holland.
Per 1 januari 1990 vormden de beide polderafdelingen Middengeest en Zuidgeest samen met het waterschap De Oude Veenen het nieuwe (zelfstandige) waterschap De Veen- en Geestlanden. Dat ging in 1994 op in het waterschap De Oude Rijnstromen dat in 2005 opging in het Hoogheemraadschap van Rijnland.